# Німий (фільм, 1985)
«Німий» («Nebylys») — радянський телефільм 1985 року, знятий режисером Відмантасом Бачюлісом на Литовській телестудії.

## Сюжет
Литовське село ХІХ століття. Двоє сусідських хлопчаків Казіс та Йонас — нерозлучні друзі. Не поспішають мати сім'ї і ставши дорослими. Але одного разу в костелі Казіс побачив Анелю і вирішує одружитися. Друг вирішує допомогти Казісу. Йонас погоджується побути сватом, він домовляється з батьками нареченої та привозить другу дружину. Але біда в тому, що Йонас закохується у молоду дружину друга.

## У ролях
- Робертас Вайдотас — Йонас
- Арвідас Лебелюнас — Казіс
- Вілія Грігайтіте — Анеле
- Роландас Буткявічюс — Кепяле, батько Анеле
- Регіна Палюкайтіте — Кепялене, мати Анеле
- Біруте Раубайте — мати Казіса
- Вітаутас Думшайтіс — ксьондз
- Бронюс Гражіс — оповідач
- Фердінандас Якшіс — сват
- Геновайте Толкуте-Габренене — Буткене, мати Йонаса
- Владас Жиргуліс — роль другого плану
- Міле Шаблаускайте — роль другого плану
- Егідіюс Паулаускас — роль другого плану
- Альгірдас Врубляускас — роль другого плану
- Марія Скубутіте — роль другого плану

## Знімальна група
- Режисер — Відмантас Бачюліс
- Сценарист — Валентина Паукштяліте
- Оператор — Йонас Гурскас